# William Christopher Zeise

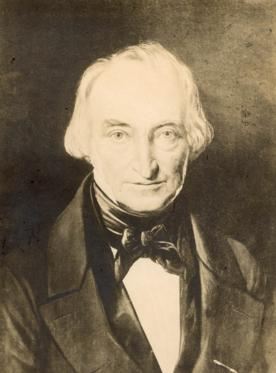
William Christopher Zeise

William Christopher Zeise, auch William Christoph Zeise, (* 15. Oktober 1789 in Slagelse; † 12. November 1847 in Kopenhagen) war ein dänischer organischer Chemiker. Er war ein Pionier der Metallorganischen Chemie.

## Leben und Werk
William Christopher Zeis stammte aus der Familie Zeise. Er absolvierte in Kopenhagen eine Apothekerlehre und war während seines Chemie- und Pharmaziestudiums Vorlesungsassistent von Hans Christian Ørsted. Er wurde 1817 in Chemie promoviert und besuchte zwei Jahre Chemielaboratorien in Paris und Göttingen. Nach der Rückkehr 1819 machte er ein eigenes Chemielabor in Kopenhagen auf. Er war ab 1821 außerordentlicher Professor für Chemie an der Universität Kopenhagen und 1829 bis 1848 ordentlicher Professor für organische Chemie am Polytechnikum in Kopenhagen.
Er war bekannt für die Entdeckung der ersten organometallischen Verbindung, unter anderem des Zeise-Salzes (1827). Zeise erkannte die korrekte chemische Zusammensetzung des Zeise-Salzes, konnte aber die Struktur nicht erklären. Über die metallorganische Natur kam es zu einem 20 Jahre langen Streit mit Justus von Liebig, bei dem sich Zeise aber am Ende durchsetzte.
Ihm gelang die erste Synthese einer organischen Schwefelverbindung und er entdeckte 1823 Xanthogenate. Er schrieb kurz vor seinem Tod ein dänisches Lehrbuch der organischen Chemie.
1820 war er an den Versuchen von Oersted zur Entdeckung des Elektromagnetismus beteiligt.
Seit 1824 war er Mitglied der Königlich Dänischen Akademie der Wissenschaften.